# Joshua Kadison
Joshua Kadison (født 8. februar 1963, Los Angeles, Californien) er en amerikansk singer-songwriter, pianist og forfatter. Han er mest kendt for singlen "Jessie" fra 1993 fra hans debutalbum Painted Desert Serenade.

## Opvækst
Kadison voksede op i Westlake Village, Californien, som den yngste af to sønner. I en alder af 12 begyndte han at spille klaver, og efterfølgende begyndte han at skrive sange.
Hans mor, skuespillerinden Gloria Castillo, var af mexicansk-amerikansk indiansk afstamning. Hun døde i 1978, da Kadison var 15. Kort efter fik han sit kørekort og flyttede hjemmefra for at blive en omrejsende troubadour. Han indrømmede senere, at vrede og forvirring over hans mors død drev meget af hans sangskrivning i denne periode.
Han skrev senere "Mamas Arms" om sin smerte over at miste sin mor som teenager. Sangen blev udgivet på hans første album Painted Desert Serenade. Han rejste rundt til forskellige barer og spillede klaver på tværs af USA for det næste årti.

## Karriere
I 1993 fik han en pladekontrakt med EMI, og udgav albummet Painted Desert Serenade, der indeholdt hitsingle "Jessie" og "When a Woman Cries". Der er siden lavet coverversioner af begge sange af Joe Cocker og Smokey Robinson."
Han modtog en BMI Award for en af de meste spillede sange i 1994. Et andet hit fra samme album, "Beautiful in My Eyes" bliver ofte brugt ved bryllupper, og toppede som #19 på de amerikanske Billboard-hitlister. Albummet Painted Desert Serenade solgte platin i USA og Tyskland og multi-platin i Australien og New Zealand.
Singlen "Jessie" nåede at være på UK Single Chart i 15 uger, mens albummet opnåede #45 på albumhitlisterne.
Hans andet album, Delilah Blue, blev udgivet i 1995 og blev ingen kommerciel succes. Singlen "Take It On Faith" opnåede ikke at komme ind på top 10 i hverken USA eller Storbritannien, og kort efter annullerede EMI deres kontrakt med Kadison.
Sangene på albummet var anderledes end hans første album, der indholdt mange ballader. Han brugte John Steinbecks bog The Pearl som inspiration til sangen med samme navn.
I 1998 udgav han sin bog 17 Ways To Eat A Mango: A Discovered Journal of Life on an Island of Miracles og et album med fem spor kaldet Saturday Night In Storyville, som blev udgivet på hans eget selskab Storyville Records. Begge dele blev overvejende solgt via hans hjemmeside og albummet blev vel modtaget i Tyskland
Siden har han udgivet fem albums, men ingen af dem har opnået samme som succes som hverken hans første eller andet album, selvom han stadig har en vis popularitet i Tyskland.

## Diskografi
Albums
- 1993: Painted Desert Serenade
- 1995: Delilah Blue
- 1998: Saturday Night In Storyville
- 1999: Troubadour In A Timequake
- 2001: Vanishing America
- 2005: The Venice Beach Sessions - Part 1
- 2006: The Venice Beach Sessions - Part 2
- 2008: Return Of The Dragonfly

Opsamlingsalbums
- 1999: Premium Gold Collection
- 2006: The Essential Joshua Kadison
- 2008: The Complete Venice Beach Sessions
- 2010: The Complete Storyville Sessions

EP'er
- 2008: Return of the Dragonfly

Singler
| 1993                                                          | "Jessie"                      | 26 | 15 | 15 | 12 | 6 | 11 | 10 | 29 | 29 | 16 | 15 | Painted Desert Serenade |
| 1994                                                          | "Beautiful in My Eyes"        | 19 | 5  | 23 | 55 | — | —  | —  | —  | —  | —  | 37 | Painted Desert Serenade |
| 1994                                                          | "Picture Postcards from L.A." | 84 | 46 | —  | 55 | — | —  | 36 | 36 | —  | —  | —  | Painted Desert Serenade |
| 1995                                                          | "Take It on Faith"            | —  | —  | —  | 76 | — | —  | —  | —  | —  | —  | —  | Delilah Blue            |
| 1996                                                          | "Delilah Blue"                | —  | —  | —  | —  | — | —  | —  | —  | —  | —  | —  | Delilah Blue            |
| 2001                                                          | "Carolina's Eyes"             | —  | —  | —  | —  | — | 42 | —  | —  | —  | —  | —  | Vanishing America       |
| 2001                                                          | "El Diablo Amor"              | —  | —  | —  | —  | — | —  | —  | —  | —  | —  | —  | Vanishing America       |
| "—" denotes releases that did not chart or were not released. |                               |    |    |    |    |   |    |    |    |    |    |    |                         |